# 2Pacalypse Now
2Pacalypse Now е дебютният албум на Тупак Шакур, издаден през 1991 г. Въпреки че не е толкова лансиран в медиите и не съдържа завладяващите бийтове на неговите по-късни албуми, той съдържа най-много политически послания. Той коментира множество общестени проблеми като полицейската бруталност, бедността, бременността при тийнеиджърките и употребата на наркотици.
Албумът създава значителен обществен спор, породен от обществената критика на Dan Quayle за него и голямата тема за полицейското насилие в него.
Въпреки че няма комерсиалния успех на повечето по-късно издавани албуми, той е знаменателен с това, че показва дълбочината на неговите политически размисли и таланта, който Тупак Шакур е имал още на тази ранна възраст. Албумът включва два хитови сингъла, „Brenda's Got A Baby“ и „Trapped“, и достига златен статус.
„Brenda's Got A Baby“ е може би най-трогателната песен в целия албум. Тя е хроника за страданието, причинено от тийнейджърската бременност, и е една от многото песни на Тупак за подкрепа на АфроАмериканките.